# Nyctemera scalarium
Nyctemera scalarium là một loài bướm đêm thuộc phân họ Arctiinae, họ Erebidae.